# Director of the United States Mint

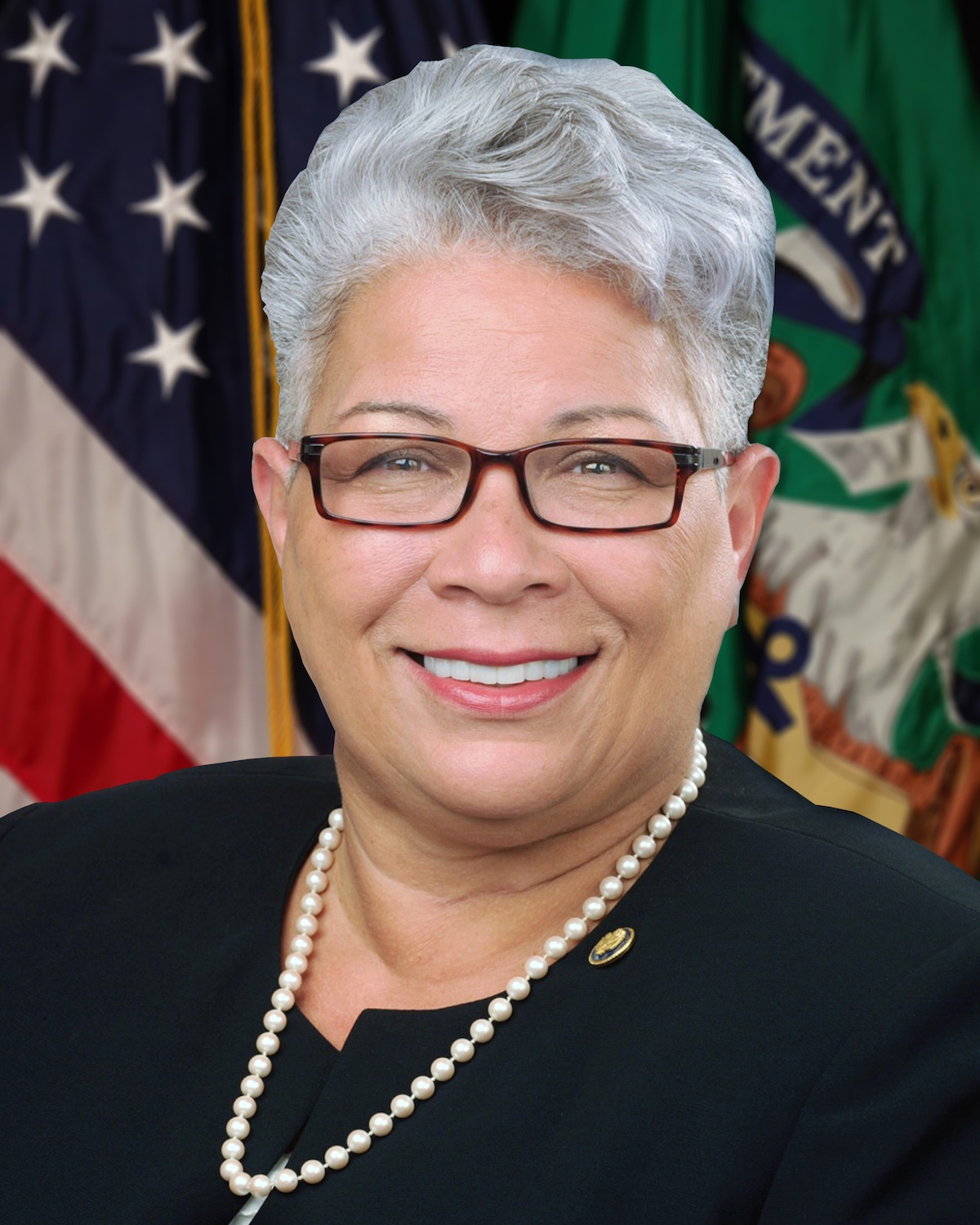
Ventris C. Gibson, derzeitige Direktorin

Der Director of the United States Mint ist der vom Präsidenten gewählte Behördenleiter der Münzprägeanstalt der Vereinigten Staaten, der United States Mint, die vor allem für die Prägung des US-Dollars zuständig ist.
Die United States Mint wurde vom Kongress auf Treiben des Finanzministers Alexander Hamilton mit dem Coinage Act of 1792 geschaffen und dem Außenministerium untergeordnet. Sie wurde im Jahr 1799 zu einer unabhängigen Behörde und 1873 durch den Coinage Act of 1873 Teil des Finanzministeriums. Mit diesem wurde die Amtszeit der Direktoren auch auf fünf Jahre festgelegt.

## Liste der Direktoren
| Amtszeit  | Name                                 | Bemerkungen          |
| --------- | ------------------------------------ | -------------------- |
| 1792–1795 | David Rittenhouse                    |                      |
| 1795      | Henry William De Saussure            |                      |
| 1795–1805 | Elias Boudinot                       |                      |
| 1806–1824 | Robert Patterson                     |                      |
| 1824–1835 | Samuel Moore                         |                      |
| 1835–1851 | Robert M. Patterson                  |                      |
| 1851–1853 | George Nicholas Eckert               |                      |
| 1853      | Thomas M. Pettit                     |                      |
| 1853–1861 | James Ross Snowden                   |                      |
| 1861–1866 | James Pollock                        |                      |
| 1866–1867 | William Millward                     |                      |
| 1867–1869 | Henry Linderman                      |                      |
| 1869–1873 | James Pollock                        |                      |
| 1873–1878 | Henry Linderman                      |                      |
| 1879–1885 | Horatio C. Burchard                  |                      |
| 1885–1889 | James P. Kimball                     |                      |
| 1889–1893 | Edward O. Leech                      |                      |
| 1893–1898 | Robert E. Preston                    |                      |
| 1898–1907 | George E. Roberts                    |                      |
| 1907–1909 | Frank A. Leach                       |                      |
| 1909–1910 | Abram Andrew                         |                      |
| 1910–1914 | George E. Roberts                    |                      |
| 1915–1916 | Robert W. Woolley                    |                      |
| 1916–1917 | Friedrich Johannes Hugo von Engelken |                      |
| 1917–1922 | Raymond T. Baker                     |                      |
| 1922–1923 | Frank Edgar Scobey                   |                      |
| 1923–1933 | Robert J. Grant                      |                      |
| 1933–1953 | Nellie Tayloe Ross                   | Erste Frau im Posten |
| 1954–1961 | William H. Brett                     |                      |
| 1961–1969 | Eva Adams                            |                      |
| 1969–1977 | Mary Brooks                          |                      |
| 1977–1981 | Stella Hackel-Sims                   |                      |
| 1981–1991 | Donna Pope                           |                      |
| 1992–1993 | David J. Ryder                       |                      |
| 1994–2000 | Philip N. Diehl                      |                      |
| 2000–2001 | Jay W. Johnson                       |                      |
| 2001–2005 | Henrietta H. Fore                    |                      |
| 2006–2011 | Edmund C. Moy                        |                      |
| 2018–2021 | David J. Ryder                       |                      |
| 2022–     | Ventris C. Gibson                    |                      |